# WNYW
WNYW (também conhecida como Fox 5 New York) é uma emissora de televisão estadunidense localizada na cidade de Nova York, no estado homônimo. Opera no canal 5 (27 UHF digital), e é uma emissora própria e geradora da Fox Broadcasting Company. Pertence a Fox Television Stations, que também é proprietária da emissora irmã WWOR-TV. Seus estúdios estão localizados no Fox Television Center, em Yorkville, região de Manhattan, e a torre de transmissão está localizada no topo do One World Trade Center.

## História

### Origens: W2XVT e W2XWV (1938–1944)
A história da emissora começa em 1938, quando o fabricante de aparelhos e equipamentos de televisão, Allen B. DuMont, fundou a emissora experimental W2XVT em Passaic, Nova Jersey. O prefixo da emissora foi alterado para W2XWV quando se mudou para Manhattan, em 1940. 

### WABD (1944-1958)
Em 2 de maio de 1944, a emissora recebeu licença comercial, sendo a terceira na cidade de Nova York. Iniciou suas operações no canal 4 com o prefixo WABD, uma referência as iniciais de DuMont. Foi uma das poucas emissoras de televisão que continuou transmitindo durante a Segunda Guerra Mundial, tornando-se a quarta emissora comercial de transmissão contínua mais antiga dos Estados Unidos. A estação originalmente tinha seus estúdios no Edifício DuMont, na 515 Madison Avenue, com sua torre transmissora no topo do mesmo edifício. Em 17 de dezembro de 1945, a emissora passou a operar no canal 5. A WNBT assumiu o canal 4 na primavera seguinte, deixando o canal 1, que a FCC estava desalocando da banda de transmissão em VHF.
Logo após a emissora receber sua licença comercial, a DuMont Laboratories começou a realizar testes de conexões de cabos coaxiais entre a emissora e a W3XWT, uma emissora experimental de propriedade da DuMont em Washington, D.C. (agora WTTG). Essas conexões marcaram o início da DuMont Television Network, a primeira rede de televisão comercial licenciada do mundo. Em 1946, a rede começou a operar oficialmente com a WABD como a emissora geradora. Em 14 de junho de 1954, a emissora mudou de sede para o DuMont Tele-Center na 205 East 67th Street, no bairro de Lenox Hill, em Manhattan, que continua sendo a sede da emissora até os dias atuais.
Em agosto de 1955, a DuMont encerrou as operações como uma rede de televisão, e dividiu-se, colocando a WABD e a WTTG em propriedade de uma nova empresa, a DuMont Broadcasting Company. Além disso, a WABD tornou-se uma emissora independente, sendo a quarta do mercado de Nova York, ao lado da WOR-TV (canal 9), WPIX (canal 11) e WATV (canal 13). 

### WNEW-TV (1958-1986)
Em maio de 1958, a DuMont Broadcasting mudou seu nome para Metropolitan Broadcasting Corporation para se distinguir de sua antiga controladora. Quatro meses depois, em 7 de setembro de 1958, o prefixo da WABD foi alterado para WNEW-TV, para combinar com as emissoras irmãs WNEW (1110 AM, agora WBBR) e WNEW-FM (102,7). A Metropolitan Broadcasting começou a expandir suas participações nos Estados Unidos, e mudou seu nome corporativo para Metromedia em 1961. No entanto, o nome Metropolitan Broadcasting foi mantido para as propriedades das estações de rádio e TV da Metromedia até 1967.
No início dos anos 60, a WNEW-TV era líder na produção de programas infantis locais. Na década de 70, a programação local incluía um programa comunitário semanal apresentado por Gabe Pressman, e Midday Live, um programa diário de entrevistas e debates apresentado por Lee Leonard e, posteriormente, por Bill Boggs. A emissora também transmitiu filmes, desenhos animados, sitcoms, séries dramáticas e um noticiário noturno em horário nobre às 22h00.
Na mesma década, a WNEW-TV era uma das emissoras independentes mais fortes do país. A emissora tinha a maior audiência entre as independentes em Nova York. Do início da década de 70 ao final da década de 80, a WNEW-TV estava disponível como uma "super-estação" regional em grandes porções do nordeste dos Estados Unidos, incluindo a maior parte do norte do estado de Nova York e seções do leste da Pensilvânia e sul da Nova Inglaterra.

### WNYW (1986-atual)
Em 4 de maio de 1985, a News Corporation, de Rupert Murdoch, anunciou a compra de seis emissoras de televisão independentes de propriedade da Metromedia, incluindo a WNEW-TV. Ao assumir o controle quase um ano depois, em 7 de março de 1986, o prefixo da emissora foi alterado para o atual, WNYW. A mudança foi feita devido a uma regra da FCC, então em vigor, que proibia emissoras de TV e rádio com propriedade diferente, de ter o mesmo prefixo. A WNYW se tornou uma das primeiras emissoras da Fox Broadcasting Company, quando a rede foi lançada em 9 de outubro de 1986.
A programação da emissora inicialmente mudou muito pouco, já que a Fox exibia a programação apenas nas madrugadas e fins de semana em duas noites da semana nos primeiros anos da rede. Foi só em 1993 que a Fox começou a transmitir sete noites completas de programação. Embora tenha começado a assumir a identidade da rede em 1987, a emissora continuou a transmitir localmente desenhos animados, sitcoms e filmes antigos até o final dos anos 80.
A News Corporation tinha um obstáculo antes que a compra da emissora pudesse se tornar definitiva. A empresa possuía o New York Post desde 1976, e as regras de propriedade de mídia da FCC proibiam a propriedade comum de jornais e licenças de transmissão no mesmo mercado de mídia. A FCC concedeu a Murdoch uma renúncia temporária para manter o jornal e a WNYW para permitir que a News Corporation concluísse a compra das estações de televisão da Metromedia. A News Corporation vendeu o New York Post em 1988, mas comprou o jornal cinco anos depois com uma renúncia permanente às regras de propriedade cruzada.
Após o lançamento da rede, a WNYW perdeu muito de sua cobertura como super-estação fora de Nova York, já que a maioria dos mercados no nordeste tinha suas próprias afiliadas Fox. 
Em 2001, a Fox comprou a BHC Communications, um grupo de emissoras de televisão de propriedade da Chris-Craft Industries, que criou um duopólio entre a WNYW e sua antiga rival, a WWOR-TV. No mesmo ano, a emissora deixou de exibir o bloco diário de programas da Fox Kids, que passou a ser exibido na WWOR-TV.
Em 11 de setembro de 2001, os equipamentos de transmissão da WNYW e de outras oito emissoras de televisão, além de várias outras emissoras de rádio, foram destruídos quando dois aviões sequestrados colidiram e destruíram as torres norte e sul do World Trade Center. A emissora mudou para uma antena localizada no topo do Empire State Building, onde suas instalações de transmissão estavam localizadas até serem transferidas para o World Trade Center na década de 70. Em 2018, a emissora mudou novamente seus equipamentos para o One World Trade Center.
Em abril de 2006, a WNYW se tornou a primeira emissora de propriedade da Fox a lançar um site na plataforma MyFox da Fox Interactive Media, que apresentava conteúdo expandido, mais vídeos e novos recursos de comunidade, como blogs e galerias de fotos.
Em 15 de outubro de 2010, a News Corporation retirou os sinais da WNYW e da WWOR-TV, juntamente com os canais de TV a cabo Fox Business Network, Fox Sports e National Geographic Wild da operadora Cablevision na área do mercado de televisão de Nova York, devido a uma disputa entre a Fox e a operadoradora, na qual a Cablevision afirmou que a News Corporation exigia US $ 150 milhões por ano para renovar a distribuição de 12 canais de propriedade da Fox, incluindo os removidos devido à disputa. A News Corporation respondeu às reivindicações da operadora, afirmando que "a Cablevision se recusou a reconhecer o quanto [seus assinantes] valorizam nossa programação". A Cablevision ofereceu submeter-se à arbitragem vinculativa em 14 de outubro de 2010, mas a News Corporation rejeitou a proposta da operadora, declarando que "recompensaria a Cablevision por se recusar a negociar de forma justa". A WWOR-TV, a WNYW e os três canais a cabo voltaram a ser distribuídos pela operadora em 30 de outubro de 2010, quando a Cablevision e a News Corporation fecharam um novo acordo.
Depois que a News Corporation se dividiu em duas empresas em 28 de junho de 2013, separando seus ativos de publicação (incluindo o New York Post) na nova News Corp, a WNYW tornou-se parte da 21st Century Fox. Em 14 de dezembro de 2017, a The Walt Disney Company, dona da WABC-TV (canal 7), emissora própria da ABC, anunciou sua intenção de comprar os ativos da 21st Century Fox por $ 66,1 bilhões, dependendo da aprovação regulatória. A venda não incluiu nenhum ativo de radiodifusão, incluindo as redes Fox e MyNetworkTV e todas as emissoras da Fox, incluindo a WNYW e a WWOR-TV, uma vez que isso seria ilegal segundo as regras da FCC que proíbem uma fusão entre qualquer uma das quatro principais redes. A propriedade foi transferida para uma nova empresa chamada Fox Corporation, uma divisão oficialmente concluída em 18 de março de 2019.
Em 2018, após a renovação da licença da WWOR-TV, a Fox Television Stations vendeu seus antigos estúdios em Secaucus para a Hartz Mountain Industries por US $ 4,05 milhões, vários meses após a revogação da regra de estúdio principal da FCC, que exigia que a WWOR-TV operasse em Nova Jersey como condição de sua licença. Desde então, as operações da WWOR-TV foram oficialmente unidas com as da WNYW no Fox Television Center.

## Sinal digital
| PSIP | Canal digital | Resolução de tela | Programação               |
| ---- | ------------- | ----------------- | ------------------------- |
| 5.1  | 27 UHF        | 720p              | Programação da WNYW / Fox |
| 5.2  | 27 UHF        | 480i              | Movies!                   |
| 5.4  | 27 UHF        | 480i              | TheGrio.TV                |
| 5.5  | 27 UHF        | 480i              | Decades                   |

### Transição para o sinal digital
Com base no decreto federal de transição das emissoras de TV estadunidenses do sinal analógico para o digital, a WNYW cessou suas transmissões no sinal analógico pelo canal 5 VHF, às 23h59 de 12 de junho de 2009, durante os créditos finais de uma reprise de Os Simpsons. Em 2019, a emissora deixou o canal 44 UHF digital e passou a operar no canal 27 UHF.

## Programas
Além de exibir a programação nacional da Fox, a WNYW produz e exibe os seguintes programas:
- Good Day New York: Telejornal, com Rosana Scotto e Lori Stokes;
- Good Day Street Talk: Jornalístico comunitário, com Antwan Lewis;
- Good Day Wake Up: Telejornal, com Kerry Drew e Bianca Peters;
- Sports Extra: Jornalístico esportivo, com Tina Cervasio;
- The 5 O'Clock News: Telejornal, com Dari Alexander e Steve Lacy;
- The 6 O'Clock News: Telejornal, com Lori Stokes;
- The 10 O'Clock News: Telejornal, com Dari Alexander e Steve Lacy;
- The Noon: Telejornal, com Chris Welch;

Outros programas compuseram a grade da emissora, e foram descontinuados:
- A Current Affair
- Big Apple Movie
- Channel 5 Movie
- Chasing News
- Chasing New Jersey
- Hollywood's Finest
- Fox 5 News At 5 P.M
- Fox 5 News At 6 PM
- Fox 5 News At 10 PM
- Fox 5 News At 11 PM
- Fox News At 7
- Fox News At Noon
- Fox News Sunday
- Friday Night Live
- Late Night News
- Metromedia Movie
- Midday Live
- PM Magazine
- The Channel 5 Movie Club
- TV5 24 Hours
- TV5 Late Report

### Programas locais
Em 1966, a emissora, como WNEW-TV, foi uma das emissoras membras fundadoras da "Love Network" como parte do programa Jerry Lewis MDA Labor Day Telethon. A emissora produziu segmentos locais para o programa, que eram transmitidos na noite do domingo anterior até a noite do Dia do Trabalho, de 1967 a 1986. A maratona mudou-se para a WWOR-TV em 1987.
Em 1980, a WNEW-TV começou a produzir programetes de um minuto intitulados Big Apple Minute, com a equipe da emissora visitando as atrações da área de Nova York. Isso durou até 1987, após a aquisição da emissora pela Fox em 1986. A emissora também produziu a versão local do programa PM Magazine de 1980 até 1988, quando o mesmo foi transferido para a WWOR-TV.
Em 1986, a emissora estreou o programa A Current Affair, um dos primeiros programas a ser rotulado como uma "revista eletrônica" nos Estados Unidos. Originalmente um programa local, foi inicialmente ancorado por Maury Povich. Um ano depois de seu lançamento, o programa foi distribuído para outras emissoras próprias da Fox, e em 1988, passou a ser exibido nacionalmente. Foi exibido até 1996.
De 2006 a 2015, a WNYW transmitiu a Parada do Dia de Porto Rico. Em 8 de julho de 2013, estreou o programa Chasing New Jersey (posteriormente renomeado para Chasing News, em 2015), jornalístico com foco no estado de Nova Jersey. O programa era produzido pela Fairfax Productions e era exibido à noite, após a exibição na WWOR-TV. Foi cancelado em 18 de junho de 2020.
Atualmente, a emissora produz e exibe o Good Day Street Talk, um programa semanal de assuntos comunitários apresentado por Antwan Lewis.

### Programação esportiva
Por meio da divisão esportiva da Fox, a WNYW transmitiu os principais campeonatos esportivos com times de Nova York nos últimos anos. Como parte da cobertura da rede da National Hockey League em 1995, a emissora transmitiu as finais da Stanley Cup, quando o New Jersey Devils venceu pela primeira vez na competição.
De 1999 a 2001, a WNYW deteve os direitos de transmissão das transmissões de jogos do New York Yankees, substituindo a WPIX, que transmitia os jogos há muitos anos. Sob o acordo inicial, a WNYW e a atual detentora dos direitos, a Madison Square Garden Network, transmitiram os jogos dos Yankees até 2001. A WNYW continua exibindo os jogos dos Yankees por meio do contrato de transmissão nacional da Fox com a Liga Principal de Beisebol. Por meio desse pacote, a emissora transmitiu a World Series quando os Yankees ganharam o título em 1996, 1998, 2000 e 2009. Também transmite todos os jogos da temporada regular do Mets que são apresentados na cobertura da MLB da Fox.
Desde que a rede estabeleceu sua divisão de esportes em 1994, a maioria dos eventos esportivos transmitidos na WNYW foram fornecidos pela Fox Sports. Naquela época, a rede adquiriu direitos parciais de televisão para a NFL e direitos primários para a NFC. Como resultado disso, a emissora passou a transmitir partidas selecionadas do New York Giants. Entre os jogos notáveis do Giants transmitidos na emissora, inclui-se a vitória do time no Super Bowl XLII, quando os Giants encerraram sua seca de títulos de 17 anos derrotando o New England Patriots. Além disso, começando com a temporada de 2018, a WNYW transmitiu os jogos do time nas noites de quinta-feira como parte de seu pacote recém-adquirido da Thursday Night Football, que compartilha com a NFL Network (junto com os jogos de quinta à noite dos Jets). A WNYW também exibe pelo menos dois jogos envolvendo os Jets a cada ano. A emissora também forneceu cobertura local do Super Bowl XLVIII, que foi disputado no MetLife Stadium.
Com o relançamento da XFL em 2020, através dos direitos de transmissão da Fox, a WNYW assumiu as funções de parceira de transmissão local do New York Guardians.

### Jornalismo
A WNYW transmite 45 horas e meia de jornalísticos produzidos localmente por semana (sendo 8 horas e meia a cada dia de semana, 2 horas aos sábados e 1 hora e meia aos domingos).
O primeiro telejornal da emissora foi o Late Night News, estreado em 1944. Em 1945, o departamento de jornalismo da WABD rebatizou seu telejornal como TV5 Late Report e o rebatizou novamente como TV5 24 Hours de 1962 a 10 de março de 1967.
A emissora foi uma das primeiras a estrear um telejornal às 22h, o primeiro em horário nobre no mercado de Nova York, em 13 de março de 1967. Todas as noites, The 10 O'Clock News era precedido por um anúncio de serviço público que se tornou famoso: "It's 10 p.m., Do you know where your children are?" (São 22 horas. Você sabe onde seus filhos estão?), criado por Mel Epstein. Outras emissoras de televisão do país começaram a usar o slogan para seus telejornais das 22h ou 23h (dependendo do início do toque de recolher para jovens em cada local).
No final da década de 70, o departamento de jornalismo lançou o programa Sports Extra, com duração de 30 minutos, sendo exibido às 22h30 nos domingos.

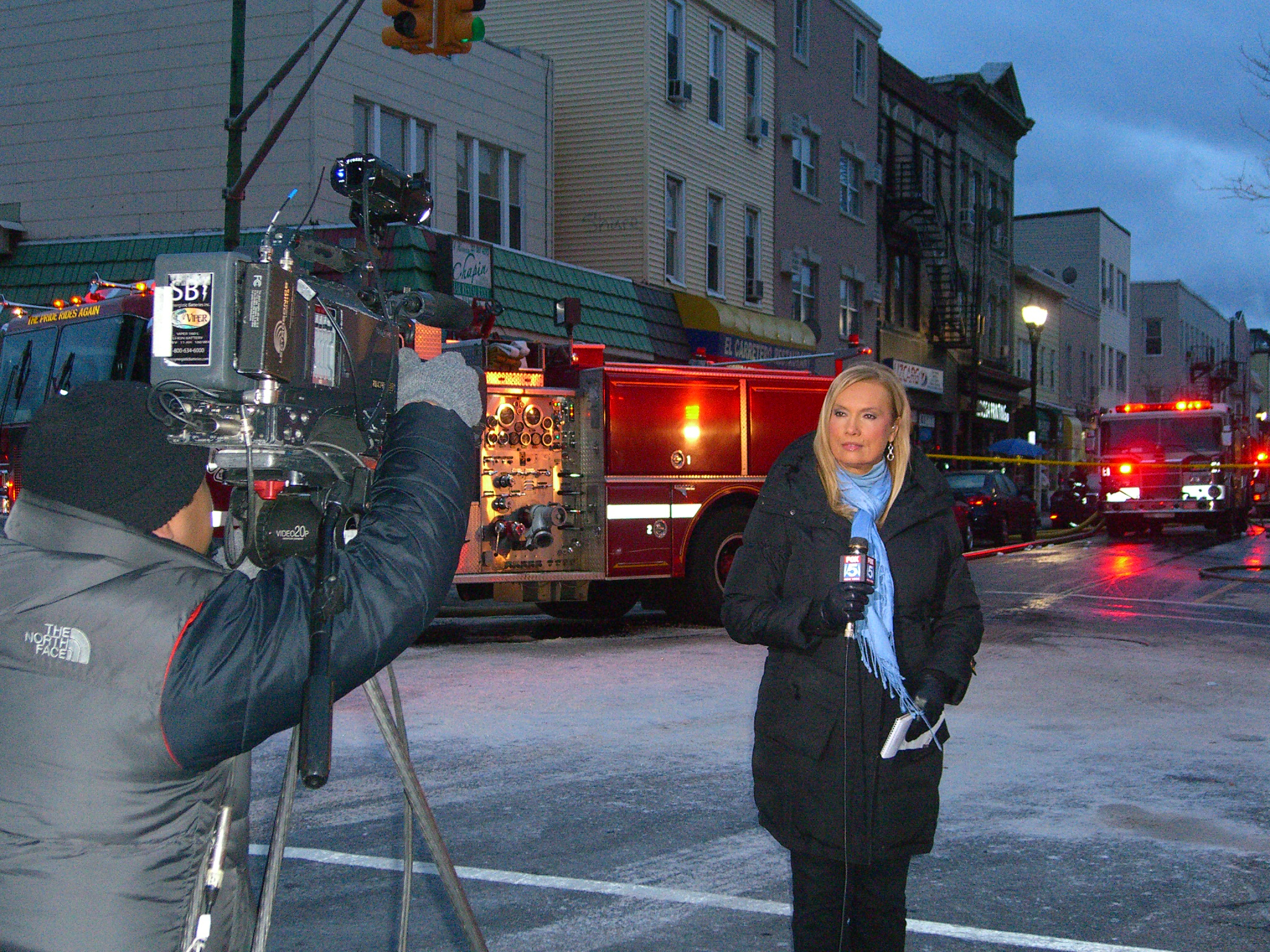
A repórter da emissora, Lisa Evers, durante reportagem sobre um incêndio em janeiro de 2012 em Union City, Nova Jersey.

Em 1º de agosto de 1988, a WNYW se tornou a primeira emissora da Fox a transmitir um telejornal matinal durante a semana, com a estreia do Good Day New York, de duas horas de duração. Dentro de cinco anos de seu lançamento, o programa se tornou o programa matinal de maior audiência no mercado da cidade de Nova York.
A WNYW foi a primeira emissora de televisão a cobrir os ataques terroristas ao World Trade Center que ocorreram em 11 de setembro de 2001. A emissora interrompeu um intervalo comercial às 8h48 da manhã para transmitir a primeira reportagem sobre os ataques no ar pelo âncora Jim Ryan e o repórter Dick Oliver. Em 2002, a emissora passou a exibir telejornais das 17h às 18h30. O âncora de longa data John Roland, veterano de 35 anos da emissora, se aposentou da emissora em 4 de junho de 2004. Len Cannon, ex-correspondente da NBC News, que havia sido contratado pela WNYW como repórter e âncora algum tempo antes, foi inicialmente nomeado como substituto de Roland. Vários meses depois, o veterano âncora da cidade de Nova York, Ernie Anastos (que na época estava na WCBS-TV) assinou um contrato de vários anos com a WNYW, substituindo Cannon como âncora principal. Cannon pediu e obteve a liberação de seu contrato com a emissora logo após o anúncio do contrato de Anastos. Anastos passou a trabalhar na emissora em 5 de julho de 2005. Em 3 de abril de 2006, a WNYW estreou um novo cenário e pacote gráfico em seus telejornais, além de um novo logotipo baseado na emissora irmã de Tampa, WTVT, que se tornou padrão para todas as emissoras próprias da Fox.
Em 9 de novembro de 2008, a emissora se tornou a quinta emissora de televisão da cidade de Nova York a começar a transmitir seus telejornais locais em alta definição. Em 13 de julho de 2009, o Good Day New York foi expandido com a adição de uma quinta hora do programa das 9h às 10h, e o telejornal do meio-dia deixou de ser exibido. No mesmo ano, em março, a WNYW fechou um acordo com a WNBC, emissora própria da NBC, para compartilhar seu helicóptero com a mesma. O "SkyFox HD" da emissora passou a ser chamado de "Chopper 5" (o nome SkyFox voltou a ser usado em 2010), enquanto o nome "Chopper 4" continuou a ser usado pela emissora da NBC. O acordo terminou em 2012, quando a WNBC começou a utilizar seu próprio helicóptero. Desde então, a WNYW firmou um acordo de compartilhamento do helicóptero com a WCBS-TV, emissora própria da CBS.
Durante o telejornal das 22h em 16 de setembro de 2009, o âncora Ernie Anastos protagonizou uma gafe ao vivo enquanto brincava com o meteorologista chefe Nick Gregory, dizendo "Acho que é preciso um homem duro para fazer uma previsão suave", e acrescentando "continue fodendo essa galinha". O incidente ganhou notoriedade quando vídeos da gafe apareceram no YouTube, tornando Anastos e a WNYW o assunto de uma piada no Jimmy Kimmel Live! da ABC. Anastos desculpou-se pelo incidente na edição do telejornal da noite seguinte.
Em 5 de junho de 2014, a WNYW fez mudanças em seu telejornal das 18h, cujo novo formato focava em jornalismo corporativo e estilo de vida. Em 6 de junho, a emissora lançou o programa de entretenimento, estilo de vida e música Friday Night Live, e em 7 de junho, estreou boletins de notícias exibidos de hora em hora que iam ao ar nas manhãs de fim de semana entre 9h e meio-dia.
Em 8 de janeiro de 2021, a emissora alterou o título de seus telejornais. Os telejornais das 12h, 17h, 18h e 22h passaram a se chamar The Noon, The 5 O'Clock News, The 6 O'Clock News e The 10 O'Clock News, respectivamente, assim restaurando o antigo título do telejornal das 22h, que havia sido alterado em 2001.

## Equipe

### Membros atuais

#### Apresentadores
- Antwan Lewis
- Bianca Peters
- Chris Welch
- Dari Alexander
- Kerry Drew
- Lori Stokes
- Rosanna Scotto
- Steve Lacy
- Tina Cervasio[63]

#### Trânsito
- Ines Rosales[63]

#### Metereologistas
- Audrey Puente
- Mike Woods
- Nick Gregory[63]

#### Repórteres
- Arthur Chi'en
- Briella Tomassetti
- Dana Arschin
- Dan Bowens
- Jennifer Williams
- Jessica Formoso
- Jodi Goldberg
- Kayla Mamelak
- Linda Schmidt
- Lisa Evers
- Mac King
- Mike Sacks
- Raegan Medgie
- Richard Giacovas
- Robert Moses
- Ryan Kristafer
- Sharon Crowley
- Stacey Delikat
- Teresa Priolo[63]

### Membros antigos
- Anna Gilligan
- Andrea Day (hoje na CNBC)
- Andy Adler (hoje na WPIX)
- Arnold Diaz (hoje na WPIX)
- Baruch Shemtov
- Bill Boggs (hoje na PBS)
- Bill Jorgensen
- Bill Mazer †
- Bob McAllister †
- Bobby Rivers
- Carol Martin (hoje na WCBS-TV)
- Carter Evans (hoje na CBS News)
- Chris Gailus (hoje na CHAN-DT em Vancouver)
- Christina Park
- Chuck McCann †
- Curt Menefee (hoje na Fox Sports)
- Cora-Ann Mihalik
- Dave Price (hoje na WNBC)
- David Susskind †
- Dennis James †
- Dick Brennan (hoje na WCBS-TV e WLNY-TV)
- Dick Oliver †
- Don Imus †
- Donna Hanover
- Dr. Max Gomez (hoje na WCBS-TV)
- Ernie Anastos
- Frank Field
- Gabe Pressman †
- Gene Rayburn †
- Gordon Elliott
- Greg Kelly (hoje na Newsmax TV)
- Heather Nauert
- Jack Cafferty
- Jill Nicolini (hoje na WPIX)
- Jim Ryan
- Jodi Applegate
- John Miller
- John Roland
- Judy Licht
- Julie Banderas (hoje no Fox News Channel)
- Julie Chang (hoje na KTTV em Los Angeles)
- Juliet Huddy (hoje na rádio WABC)
- Ken Rosato (hoje na WABC-TV)
- Lee Leonard
- Lisa Murphy
- Lou Steele †
- Lynda Lopez (hoje na ABC News)
- Marvin Kitman
- Matt Lauer
- Maury Povich (hoje âncora do programa sindicado Maury)
- Myles Miller (hoje na WPIX)
- Mike Jerrick (hoje na WTXF-TV em Filadélfia, Pensilvânia)
- Mike Wallace †
- Penny Crone
- Rick Folbaum (hoje na WGCL-TV em Atlanta)
- Rolland Smith
- Ron Claiborne
- Ron Corning (hoje na WFAA-TV em Dallas - Fort Worth)
- Roxie Roker †
- Sandy Becker †
- Shimon Prokupecz (hoje na CNN)
- Sonny Fox
- Soupy Sales †
- Stacy Ann Gooden (hoje na News 12 Networks)
- Steve Dunlop
- Tai Hernandez (hoje na ABC News)
- Teresa Strasser
- Tex Antoine †
- Ti-Hua Chang (hoje na CBS News)
- Tom Gregory †
- Toni Senecal (hoje na WLNY-TV)
- Tracy Humphrey (hoje na WXIA-TV em Atlanta)
- Vanessa Alfano
- Victor Riesel †

## Na cultura popular
A WNYW foi retratada em um episódio da sitcom animada Futurama, da Fox, intitulado "A magia da televisão" (When The Aliens Attack, nos Estados Unidos), no qual a emissora foi acidentalmente retirada do ar pelo personagem Philip J. Fry em 1999. Isso resultou na invasão da Terra por Omicronians furiosos no ano 3000 (tendo recebido o sinal de transmissão 1000 anos depois, estando a 1000 anos-luz de distância) e exigindo ver o fim de um programa chamado Single Female Lawyer (uma paródia de Ally McBeal).